# Bergsøes Plads
Bergsøes Plads i Odense ligger omkring krydset Langelinie/Læssøegade  i bydelen Fruens Bøge. Pladsen er navngivet efter den danske forfatter Vilhelm Bergsøe (1835-1911).